# ローレント・デュバニーターディフ
- ローラン・デュバネーターディフ
- ローレント・デュバーネイ・ターディフ

ローレント・デュバニーターディフ（Laurent Duvernay-Tardif、1991年2月11日 - ）は、カナダのケベック州サン・ジャン・バティスト出身の元アメリカンフットボール選手である。現役選手時代のポジションはオフェンシブガード(OG) 。フランス系カナダ人であり母語はフランス語だが、英語も話せるバイリンガルである。NFL選手では珍しい医学部出身の選手であった。

## 人物

### カンザスシティ・チーフス
当初、2014年のカナディアン・フットボール・リーグドラフトで、カルガリー・スタンピーダーズより3巡目（全体19位）で指名されたものの、入団には至らず、NFLドラフト6巡目（全体200位）でカンザスシティ・チーフスに指名され、入団した。
カナダのケベック州モントリオールにあるマギル大学3年次にチーフスに入団。入団後は文武両道を貫いて、2018年に卒業し医学博士号（M.D.）を取得。デュバニーターディフは同大学で医学博士号を取得してNFLでプレーをした、最初の医師である。本人は、ユニフォームに「M.D.」の文字を入れるようNFLに問い合わせたが、却下された。なお、マギル大学出身のNFL選手としては、2001年にジャクソンビル・ジャガーズに入団したランディ・シェブリエに続いて2人目である。
2020年、2019新型コロナウイルスで人員不足に陥っているカナダの医療現場を救うため、長期療養者向け施設で医薬品の用務係にあたっていた。このシーズンはオプトアウトを選択し、プレーを辞退した。この新型コロナウイルスに対する医療活動によりスポーツ・イラストレイテッド誌によるスポーツパーソン・オブ・ザ・イヤー、カナダの年間最優秀スポーツ選手に送られるルー・マーシュ賞などの表彰を受けた。
2021年シーズンは開幕前に骨折を負い、バックアップに回った。

### ニューヨーク・ジェッツ
2021年11月2日にニューヨーク・ジェッツにトレード移籍した。このシーズンは8試合に出場した。オフにFAとなると、再び医療現場に戻りモントリオールの病院で研修医プログラムに参加した。
研修医プログラムを終えた後、2022年11月17日に古巣のジェッツと再契約を結び選手復帰した。
2023年9月21日に現役引退を表明した。

## 詳細情報

### 年度別成績

#### レギュラーシーズン
| 年度     | チーム   | 背 番 号 | 試合 | 試合 |
| 年度     | チーム   | 背 番 号 | 出場 | 先発 |
| -------- | -------- | -------- | ---- | ---- |
| 2014     | KC       | 76       | 0    | 0    |
| 2015     | KC       | 76       | 16   | 13   |
| 2016     | KC       | 76       | 14   | 14   |
| 2017     | KC       | 76       | 11   | 11   |
| 2018     | KC       | 76       | 5    | 5    |
| 2019     | KC       | 76       | 14   | 14   |
| 2021     | NYJ      | 72       | 8    | 7    |
| 2022     | NYJ      | 66       | 5    | 1    |
| NFL：7年 | NFL：7年 | NFL：7年 | 73   | 65   |

- 太字は自身最高記録

#### ポストシーズン
| 年度 | チーム | 試合 | 試合 |
| 年度 | チーム | 出場 | 先発 |
| ---- | ------ | ---- | ---- |
| 2015 | KC     | 1    | 1    |
| 2016 | KC     | 1    | 1    |
| 2017 | KC     | 1    | 1    |
| 2019 | KC     | 3    | 3    |
| 計   | 計     | 6    | 6    |

- 太字はスーパーボウル出場
- ■はスーパーボウル制覇